# Меркюр де Франс

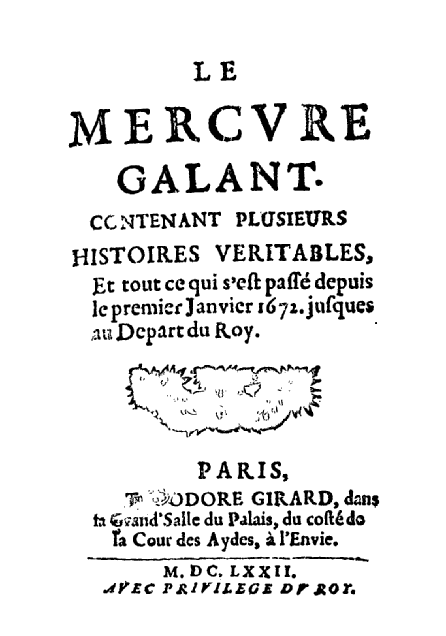
Перше видання часопису Меркюр Ґалан, 1672 рік

Меркю́р де Франс (фр. Mercure de France) — французький часопис, одне з перших французьких періодичних видань, заснований в 1672. Спершу називався «Меркюр Ґалант» (Mercure Galant). 1890 року наново заснований письменником Альфредом Валеттом під назвою «Меркюр де Франс».

## Історія
Значний вплив на це видання мав драматург і полеміст Жан Донно де Візе, літературний противник Мольєра. У перші роки «Le Mercure Galant» виходив нерегулярно, проте кожен номер часопису забезпечував паризьке і провінційне населення новинами суду і міста, звітував про всі події: про народження, укладення шлюбів, про смерті, урочистості, концерти, релігійні обряди. На сторінках з'являлися також літературні новини, проповіді, нові твори. У перші два роки існування з'явилося шість томів видання, а це понад двісті сторінок.
Згодом, з 1677 видання стає щомісячним. Особливий успіх у читачів мав розділ світської хроніки. Містилися невеликі віршовані твори.
Велику популярність мала рубрика «Листи до Мадам». У ній Візе публікував останні новини королівського двору та паризького бомонду.
У 1682 році видання виходить за сприяння Томаса Корнеля.
«Галантний меркурій» тепер містить багато ілюстрацій, публікації новин, казкові історії. У цей період видання зазнає великої популярності та завойовує багато читачів.
1890 року журнал був наново заснований під назвою «Меркюр де Франс» Альфредом Валеттом, який разом зі своєю дружиною Рашильд, керував цим часописом та однойменним видавництвом з 1890 до 1935 року.
Як багато інших часописів, «Меркюр де Франс» паралельно почав видавати книжки своїх авторів.
У 20 столітті часопис перетворився на одне з найвпливовіших французьких видавництв. 1958 року видавництво купило видавництво «Ґаллімар».
Серед найпримітніших авторів видавництва були: Андре Жід, Поль Клодель, Колетт, Гійом Аполлінер, Анрі Мішо, Поль Леото, П'єр Реверді, П'єр Жан Жув, П'єр Клоссовскі, Ежен Йонеско, Ів Бонфуа.

## Реакція сучасників
Реакція на «Le Mercure Galant» сучасниками була неоднозначна. Жан де Лабрюйєр вважав, що цей часопис стоїть нижче будь-якого нікчемства.
У 1696 році у «Le Mercure Galant» з'явилася казка Шарля Перро — «Спляча красуня», яку автор опублікував анонімно.
Надалі королівський привілей на видання журналу «Le Mercure Galant» перейшов до рук Шарля Дюфрені, котрий поєднував у собі багато талантів: драматурга, поета, музики, маляра, романіста, журналіста й комерсанта. Згодом тижневик змінив назву на «Le Mercure de France» і видавався до 1830 року.